# Мічіо Кайку
Мічіо Кайку (англ. Michio Kaku, /ˈmiːtʃioʊ ˈkɑːkuː/; також Мічіо Каку, Мітіо Каку[джерело?]) — американський фізик-теоретик, еколог, футуролог. Обіймає посаду професора теоретичної фізики у міському коледжі та університеті міста Нью-Йорк. Автор багатьох книг та науково-популярних статей. Найвідоміші серед них — Фізика Неможливого (2008), Фізика Майбутнього (2011) та Майбутнє Розуму (2014), які також входять до числа бестселерів. Коментує важливі екологічні та інші значні події на різних каналах американського телебачення як науковий фахівець. Його технічні книги з фізики є обов'язковими у всьому світі для аспірантів найважливіших лабораторій з фізики.

## Ранні роки
Мічіо народився у 1947 році у місті Сан-Хосе, Каліфорнія. Його батько народився в Каліфорнії і навчався в Японії, а пізніше у США, вільно розмовляв як японською, так і англійською. Під час Другої світової війни, його батьки були інтерновані до табору поблизу озера Тулелака, Каліфорнія, де і познайомилися.

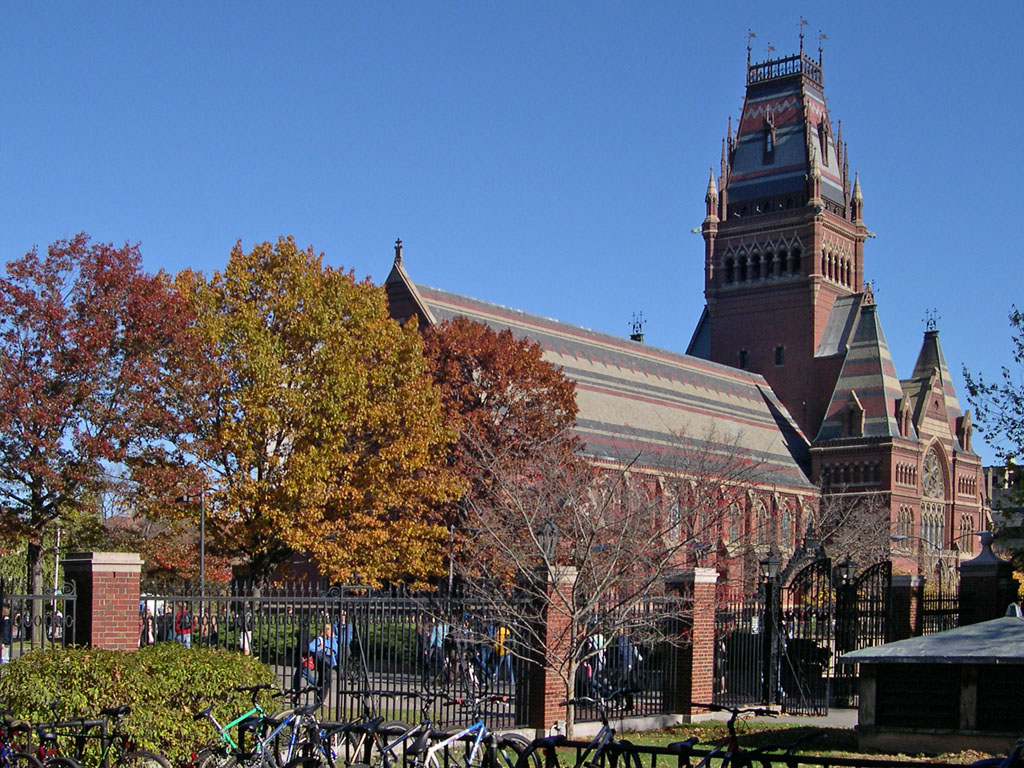
Гарвардський університет

У 1964 Мічіо закінчив школу у Пало-Альто. У шкільні роки він грав у шаховій команді, захоплювався фізикою та науковою фантастикою. У 17 років Мічіо збудував у гаражі прискорювач заряджених частинок. Коли він демонстрував своє творіння на Національному науковому ярмарку, на нього звернув увагу Едвард Теллер — видатний ядерний фізик. За допомогою Теллера, Мічіо отримав стипендію, яка дозволила йому вступити до Гарвадського університету, де був першим студентом його класу з фізики. 1968 року він отримав науковий ступінь бакалавра. 1972 року здобув ступінь доктора філософії з фізики від Національної лабораторії імені Лоуренса в університеті Берклі. Вже 1973 року він викладав у Принстонському університеті.
Під час війни у В'єтнамі Кайку пройшов військову підготовку у форті Бреннінг, але американська участь у війні скінчилась до його відправки у В'єтнам у званні піхотинця.

## Академічна кар'єра

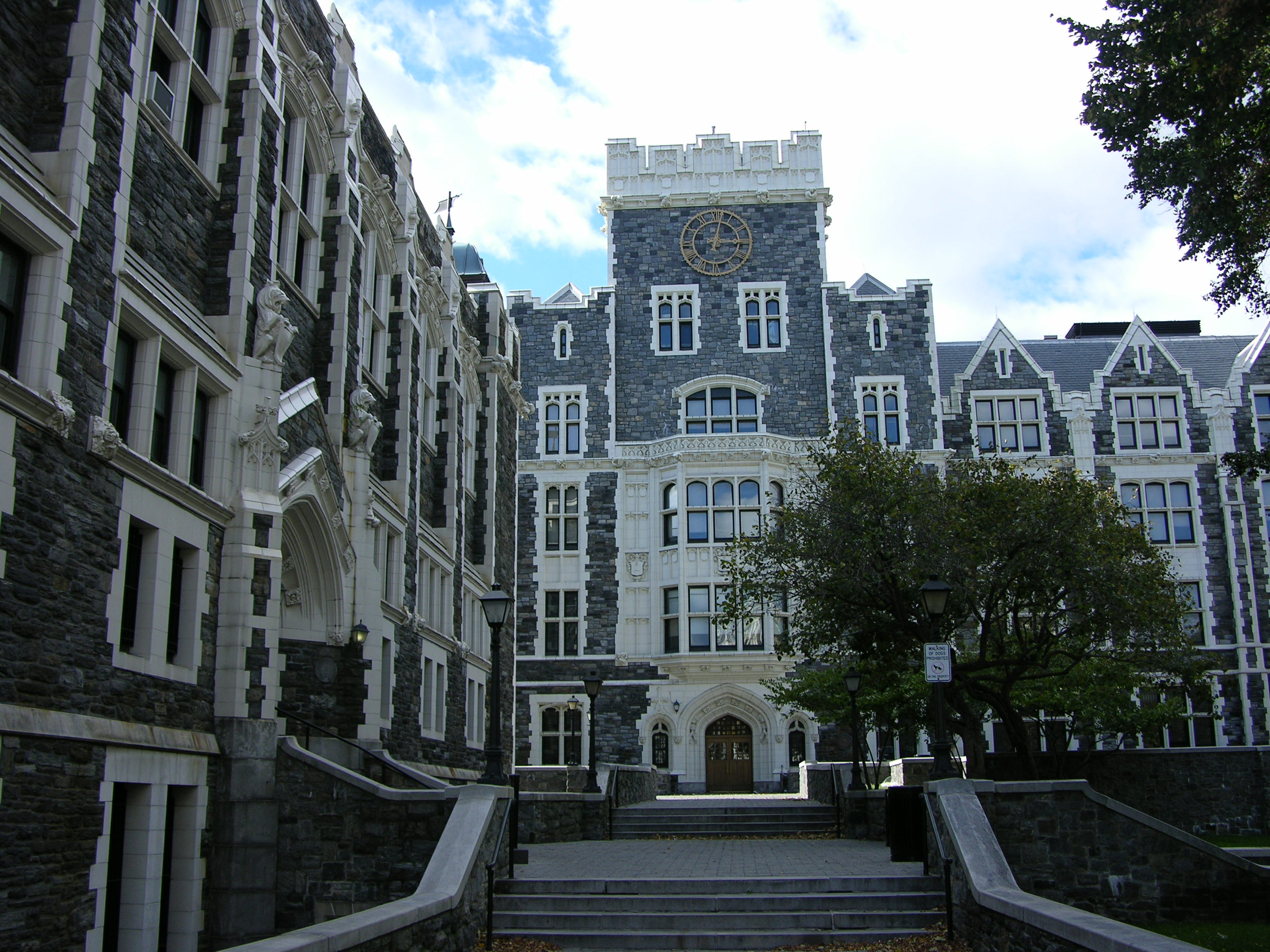
Один з корпусів Міського коледжу, Міського університету Нью-Йорка, де вже понад 30 років працює Мічіо Кайку

У 1975—1977 Кайку досліджував квантову механіку у Сіті-Коледжі Нью-Йорку. Він відвідав, а став членом Інституту перспективних досліджень у Принстоні, Нью-Джерсі.
Мічіо Кайку є одним з творців струнної теорії поля, яка входить до складу загальної Теорії струн. Професор Кайку вже понад 30 років викладає у Міському коледжі, Міського університету Нью-Йорка. В наш час[коли?] він бере участь у роботі над Теорією всього, започаткованою Ейнштейном, що прагне об'єднати чотири фундаментальні взаємодії всесвіту: сильну, слабку, гравітаційну й електромагнітну.

## Популяризація науки
Мічіо Кайку залишається широковідомим завдяки своїм роботам з популяризації науки. Він написав багато книг та знявся у великому числі науково-популярних фільмів. Мічіо Кайку популярний на телеканалах, радіо, та в інших засобах масової інформації.
Мічіо Кайку глибоко обізнаний у багатьох галузях, хоча за його письмовими роботами, де він обмежений лише теоретичною фізикою, цього не скажеш, але у своїх виступах, він може зачепити багато тем, починаючи від Шкали Кардашова і закінчуючи кротовими норами та подорожами у часі.

### Книги
- Kaku, Michio; Trainer, Jennifer, ред. (1982). Nuclear Power: Both Sides. New York: Norton. ISBN 0-393-01631-5.
- Kaku, Michio; Jennifer Trainer Thompson (1987). Beyond Einstein: Superstrings and the Quest for the Final Theory[en]. Oxford: Oxford University Press. ISBN 0-19-286196-4.
- Kaku, Michio; Daniel Axelrod (1987). To Win a Nuclear War: The Pentagon's Secret War Plans. Boston: South End Press. ISBN 0-89608-321-7.
- Kaku, Michio (1993). Quantum Field Theory: A Modern Introduction. New York: Oxford University Press. ISBN 0-19-507652-4.
- Kaku, Michio (1994). Hyperspace: A Scientific Odyssey Through Parallel Universes, Time Warps, and the Tenth Dimension. Oxford: Oxford University Press. ISBN 0-19-286189-1.
- Kaku, Michio (1998). Visions: How Science Will Revolutionize the 21st Century[en]. New York: Oxford University Press. ISBN 0-19-288018-7.
- Kaku, Michio (1999). Introduction to Superstrings and M-Theory. New York: Springer. ISBN 0-387-98589-1.
- Kaku, Michio (1999). Strings, Conformal Fields, and M-Theory. New York: Springer. ISBN 0-387-98892-0.
- Kaku, Michio (2004). [[Einstein's Cosmos|Einstein's Cosmos: How Albert Einstein's Vision Transformed Our Understanding of Space and Time]][[:en:Einstein's Cosmos|[en]]]. London: Weidenfeld & Nicolson. ISBN 0-297-84755-4. {{cite book}}: Назва URL містить вбудоване вікіпосилання (довідка)
- Kaku, Michio (2004). [[Parallel Worlds (книга)|Parallel Worlds: The Science of Alternative Universes and Our Future in the Cosmos]]. London: Allen Lane. ISBN 0-7139-9728-1. {{cite book}}: Назва URL містить вбудоване вікіпосилання (довідка)
- Kaku, Michio (2008). «M-Theory: The Mother of All Superstrings» in Riffing on Strings: Creative Writing Inspired by String Theory. New York: Scriblerus. ISBN 978-0-9802114-0-5.
- Kaku, Michio (2008). Physics of the Impossible. New York: Doubleday. ISBN 978-0-385-52069-0.
- Kaku, Michio (2011). Physics of the Future: How Science will Shape Human Destiny and our Daily Lives by the Year 2100. New York: Doubleday. LCCN 2010026569.
- Kaku, Michio (2014). The Future of the Mind: The Scientific Quest to Understand, Enhance, and Empower the Mind. New York: Doubleday. ISBN 978-0385530828.

#### Переклади українською
- Кайку М. Візії: Як наука змінить XXI сторіччя = Visions: How Science Will Revolutionize the 21st Century. — Львів : Літопис, 2004. — 544 с.
- Кайку М. Гіперпростір: Наукова одіссея крізь паралельні світи, викривлений простір-час і десятий вимір = Hyperspace: A Scientific Odyssey Through Parallel Universes, Time Warps, and the 10th Dimension. — Львів : Літопис, 2005. — 460 с.
- Кайку М. Фізика майбутнього: Як наука вплине на долю людства і змінить наше повсякденне життя у XXI сторіччі = Physics of the Future: How Science Will Shape Human Destiny and Our Daily Lives by the Year 2100. — Львів : Літопис, 2013. — 432 с.
- Кайку М. Майбутнє розуму = The Future of the Mind. — Львів : Літопис, 2017. — 408 с.

«Гіперпростір» став бестселером та висувався як найкраща наукова книга року.
- Мічіо Кайку. Гіперпростір / Мічіо Кайку; Пер. з англійської Анжела Кам'янець. — Львів: Літопис, 2019. — 400 с. ISBN 978-966-8853-78-4

### Радіо
Мічіо Кайку є головним ведучим радіопрограми Exploration, яка транслюється щотижня на WBAI Radio, Нью-Йорк. Також, повтори транслюються на різних радіоканалах по всій Америці, та всі трансляції доступні на сайті програми. За словами Каку, у цьому шоу висвітлюються найважливіші проблеми сьогодення, такі як: наука, війни, мир та довкілля.
У квітні 2006 року почалася трансляція Science Fantastic, на більше ніж 90 радіоканалах. Трансляція проводиться на студії Talk Radio Network, та кількість каналів, які транслюють її, зросла до 130. На програму запрошуються відомі науковці, включаючи Нобелівських лауреатів, які розповідають про такі теми, як теорія струн, подорожі у часі, чорні діри, генотерапія, космічні подорожі, штучний інтелект та про SETI. Якщо Мічіо Кайку знаходиться на зніманні нового фільму, трансляція призупиняється, інколи, навіть, на декілька тижнів. Його також запрошують на інші програми, в яких він розповідає теми, які, він вважає, є важливими на даний час, як наприклад, на програмі Coast to Coast AM, яка відбулася 30 листопада 2007 року, де він назвав факт існування позаземних цивілізацій — безсумнівним. 16 вересня 2013, на дебюті радіошоу Dark Matter, Арт Белл, ведучий цього шоу, назвав Мічіо Кайку «наступним Карлом Саганом», посилаючись на те, що вони обоє можуть пояснити наукові досягнення так, що будь-хто зміг би їх зрозуміти.
Мічіо Кайку можна почути на багатьох відомих ток-шоу, де він обговорює наукову фантастику, таку як Назад в майбутнє, Загублені, або ж теорії про подорожі у часі та інші, висвітлені у фантастичних розповідях.

### Фільмографія
Мічіо Каку знімався у багатьох документальних, науково-популярних фільмах:
| - We Are the Guinea Pigs (1980) - Borders (1989) - Synthetic Pleasures (1995) - Einstein Revealed (1996) - Future Fantastic (1996) - Stephen Hawking's Universe (1997) - Bioperfection: Building a New Human Race (1998) - Exodus Earth (1999) - Me & Isaac Newton (1999) - Space: The Final Junkyard (1999) - Big Questions (2001) - Parallel Universes (2001) - Horizon: «Time travel» (2003) - Robo sapiens (2003) - Brilliant Minds: Secret Of The Cosmos (2003) - Nova: «The Elegant Universe» (2003) - Hawking (2004) - The Screen Savers (2004) - Unscrewed with Martin Sargent (2004) - Alien Planet (2005) - ABC News «UFOs: Seeing Is Believing» (2005) - HARDtalk Extra (2005) - Last Days on Earth (2005) | - Obsessed & Scientific (2005) - Horizon: «Einstein's Unfinished Symphony» (2005) - Prophets of Science Fiction (2006) - Time (2006) - 2057 (2007) - Загадки Всесвіту (2007) - Futurecar (2007) - Attack of the Show! (2007) - Visions of the Future (2008) - Horizon: «The President's Guide to Science» (2008) - Stephen Hawking: Master of the Universe (2008) - Horizon: «Who's Afraid of a Big Black Hole» (2009—2010) - Sci Fi Science: Physics of the Impossible (2009—2010) - Horizon: «What Happened Before the Big Bang?» (2010) - GameTrailers TV With Geoff Keighley: «The Science of Games» (2010) - How the Universe Works (2010) - Seeing Black Holes (2010) - Prophets of Science Fiction (2011) - Through the Wormhole (2011) - Horizon: «What Happened Before the Big Bang?» (2011) - The Science of Doctor Who (2012) - Horizon: «The Hunt for Higgs» (2012) - The Principle: «The Principle» (2014) |

У 1999 році Мічіо Кайку брав участь у створенні повнометражного фільму «Я та Ісаак Ньютон», який пізніше виграв декілька нагород.
У 2005 році, Мічіо Кайку був одним із запрошених науковців в короткометражному фільмі Obsessed & Scientific, у якому йшлося про можливість подорожей у часі. Його показали на Монреальському кінофестивалі. Також, Мічіо Кайку брав участь у документальному фільмі компанії ABC UFOs: Seeing Is Believing, в якому він припустив, що, малоймовірно, що нашу планету відвідували інопланетні раси, ми повинні зрозуміти, що за декілька мільйонів світлових років може існувати інопланетна цивілізація, знання у фізиці якої, далеко попереду наших. Він також висловив свою думку стосовно міжзоряних перельотів та позаземного життя на каналі Discovery Channel.
У лютому 2006, Мічіо Кайку був одним із учасників чотирьохсерійного документального фільму Time, який мав на меті дослідити таємницю часу. У першій частині йдеться про те, як ми сприймаємо та вимірювання часу. У другій — про обман часу та подовження життя організмів. У третій — про вік Землі та Сонця. Про космологічний час, початок часів, та мить великого вибуху йдеться у четвертій та заключній частині.
28 січня 2007 року, Мічіо Кайку виступив у програмі 2057 на каналі Діскавері. У трьох-епізодному серіалі йшлося про зміни у медицині, енергетиці та містах, які можуть трапитися через 50 років.
З 1 грудня 2009 року, Мічіо Кайку розпочав транслювання 12-серійного щотижневого серіалу для Наукового каналу, із назвою Sci Fi Science: Physics of the Impossible, який базувався на його власному бестселері. У кожному 30-хвилинному епізоді йшлося про наукові основи винаходів, які часто описуються в науковій фантастиці, такі як подорожі у часі, варп-двигун, лазерні мечі, зоряні кораблі, телепортація, здатність ставати невидимим та, навіть, надпотужні літаючі тарілки. Кожен епізод включав у себе: інтерв'ю з відомими науковцями, які працюють над прототипами цих винаходів, фанатами наукової фантастики та епізоди науково-фантастичних фільмів. Хоча такі винаходи зараз нереальні, проте автор висуває припущення, коли вони зможуть стати реальними.
У 2010 році, Кайку брав участь у серії Science of Games на сайті Gametrailers.com, у якій він обговорював наукові аспекти комп'ютерних ігор, як-от Mass effect 2 та Star Wars: The Force Unleashed.
11 жовтня 2010 року, Мічіо Кайку виступив на програмі від каналу ВВС «What Happened Before the Big Bang» де він обговорював свою теорію створення Всесвіту з нічого.
Мічіо Кайку також з'явився на спеціальних DVD та Blu-ray виданнях фільму Пригадати все, де він обговорював технологічні аспекти майбутнього, показаного у фільмі.